# Brachymenium apiculatum
Brachymenium apiculatum là một loài Rêu trong họ Bryaceae. Loài này được (P. Beauv.) Wijk & Margad. mô tả khoa học đầu tiên năm 1959.